# Marsha Cottrell
Marsha Cottrell (* 1964 in Philadelphia, USA) ist eine international bekannte Malerin und Grafikerin.

## Leben
Marsha Cottrell wurde 1964 in Philadelphia in den USA geboren. 1988 begann sie ihr Studium der Malerei an der Tyler School of Art, Temple University, Elkins Park, Pennsylvania. 1990 wechselte sie an die University of North Carolina in Chapel Hill, North Carolina.
Angefangen hat Marsha Cottrell als Malerin. Seit vielen Jahren hat sie jedoch Leinwand und Pinsel durch Seitenlayoutprogramme und Lasserprinter ersetzt, wobei sie Text in seine grafischen Grundelemente zertrümmert und diese zu großformatigen Zeichnungen zusammensetzt.
Dabei testet sie nicht nur verschiedene Papiere, sondern auch Mehrfachdrucke, ganz leicht verschobene Ausdrucke ein und derselben Ursprungsdatei, was zu kontrollierten Verwischungs- und Moiré-Effekten führen kann und außerdem dichtere Schwarztöne ermöglicht. So entstehen zusammengeklebte Bildfelder aus Ausdrucken in Standardgrößen, mit deren Hilfe sich ihre Dateien auf Bildanordnungen in der Größe von Kinoleinwänden bringen lassen.

## Preise
- 2014 Luis Comfort Tiffany Grant, NY
- 2007 The Pollock-Krasner Foundation, Fellowship Grant in Drawing
- 2004 Harvestworks Digital Media Arts Center, Educational Grant
- 2003 New York Foundation for the Arts, Fellowship Grant in Drawing
- 2001 John Simon Guggenheim Memorial Foundation, Fellowship
- Institute for Electronic Arts, Alfred University, NYSCA funded Residency

## Einzelausstellungen (Auswahl)
- 2014 Petra Rinck Galerie, Düsseldorf, DE
- 2013 NADA New York, Solopresentation, USA
  - Drawing Now Paris, with Lothar Götz, FR
- 2012 Petra Rinck Galerie, Düsseldorf, DE
- 2008 Marsha Cottrell / Ferdinand Ahm Krag, SiteGalerie, Düsseldorf, DE
- 2003 Out of Memory, Henry Urbach Architecture, New York, NY, USA

## Gruppenausstellungen (Auswahl)
- 2013 Black/White, Hamish Morrison Galerie, Berlin, DE
  - Ein Drittel Weiß, KIT, Düsseldorf, DE
- 2012 Im Gleichgewicht ist die Materie blind, Galerie Karin Sachs, München, DE
  - Falling Through Space Drawn by the Line, UB Art Gallery, Center for the Arts, Buffalo, NY, USA
  - Rockslide Sky, The Center Gallery, Fordham University at Lincoln Center, New York, USA
  - Field Conditions, San Francisco Museum of Modern Art, San Francisco, CA, USA
- 2011 Cross-check, Petra Rinck Galerie, Düsseldorf, DE
- 2010 About The Details, Petra Rinck Galerie, Düsseldorf, DE
- 2009 2 × 3 × 10, Vertex List, Brooklyn, NY, USA
- 2007 More Possible Moves Than In Chess, Pluto, Brooklyn, NY, USA
- 2006 Twice Drawn, Tang Museum, Skidmore College, Saratoga Springs, NY, USA
- 2005 NextNext Visual Art, Brooklyn Academy of Music, Brooklyn, NY, USA
  - New Turf, Fleming Museum, The University of Vermont, Burlington, VT, USA
  - Decipher: Hand-Painted Digital, Rotunda Gallery, Brooklyn, NY, USA
  - Linear Geography, Bernard Toale Gallery, Boston, MA, USA
- 2004 Airborne, Henry Urbach Architecture, New York, NY, USA
  - Landscape, Rena Bransten Gallery, San Francisco, CA, USA
  - Feed, Massachusetts College of Art, Boston, MA, USA
  - Architecture By Numbers, Whitney Museum of American Art at Altria, New York, NY, USA
  - Radial Gradient, Gregory Lind Gallery, San Francisco, CA, USA
  - Open Range, Artemis Greenberg Van Doren, New York, NY, USA
- 2002 The Microwave, Cristinerose/Josée Bienvenu Gallery, New York, NY, USA
  - 25th Anniversary Benefit Selections Exhibition, The Drawing Center, New York, NY, USA
  - Wish You Were Here, Revolution, Detroit, MI, USA
  - Pas de Deux, Revolution, Detroit, MI, USA
  - Drawings of Choice from a New York Collection, Krannert Art Museum, University of Illinois at
  - Urbana-Champaign, Champaign, IL, USA
  - The Accelerated Grimace, Silverstein Gallery, New York, NY, USA
  - Reconfigure, Richard Levy Gallery, Albuquerque, NM, USA
  - Landscape, Derek Eller Gallery, New York, NY, USA
- 2001 Un/Ruled, Exhibit A, New York, NY, USA
  - Superimposition, Caren Golden Fine Art, New York, NY, USA
  - Drawing (Selected), g-module, Paris, FR
  - Digital: Printmaking Now, Brooklyn Museum of Art, Brooklyn, NY, USA
- 2000 Spacetimelinks, Penzenstadler & Schaller Architekten, Baar, CH
  - Art On Paper 2000, Weatherspoon Gallery, University of North Carolina Greensboro, NC, USA
  - Blurry Lines, John Michael Kohler Arts Center, Sheboygan, WI, USA
  - Drawing from Pierogi: Selections from Flat Files, Usdan Gallery, Bennington Col., Bennington, VT, USA
  - Cyber Drawings, Cristinerose Gallery, New York, NY, USA

## Bibliografie (Auswahl)
- 2013 Karen Rosenberg. The New York Times, „NADA NYC Art Fair at Basketball City“
- 2012 King, John. SFGate, „Architecture smaller in larger SFMOMA?“
  - Marsha Cottrell, Zeichnungen/Drawings 2011–2012, Petra Rinck Galerie, Düsseldorf
- 2005 Baker, Kenneth. Art News, „Radial Gradient“
  - McQuaid, Cate. The Boston Globe, „Linear Geography“
- 2004 Chasin, Noah. Time Out New York, „Architecture by Numbers“
- 2003 Jara, Alicia. Lapiz, „Marsha Cottrell/Alan Wiener“
  - Jana, Reena. Art On Paper, „Punctuation Marks“
  - Rosin, Jessica. Art On Paper (online), „Marsha Cottrell“
  - Johnson, Ken. The New York Times, Art Guide
  - „Marsha Cottrell and Steve Robinson“
- 2002 Sirmans, Franklin. Time Out New York, „The Accelerated Grimace“
- 2001 Moody, Tom. Art Papers, „Palo Alto Dreamin’“
  - Levin, Kim. The Village Voice, Shortlist, „Superimposition“
  - Cotter, Holland. The New York Times, „Superimposition“
- 2000 Setz, Annemarie. Neue Zuger Zeitung, „Spacetimelinks“
  - Schmerler, Sarah. Art On Paper, „Cyber Drawings“
  - Viveros-Fauné, Christian. New York Press, „Computer World“
  - Johnson, Ken. The New York Times, Art Guide, „Cyber Drawings“